# Elecciones provinciales de Río Negro de 2015
Las elecciones generales de la provincia de Río Negro de 2015 tuvieron lugar el domingo 14 de junio del mencionado año, con el objetivo de renovar las instituciones provinciales y municipales de la provincia, en desfase con las elecciones presidenciales y legislativas a nivel nacional, las cuales tendrían lugar en octubre del mismo año. Fueron las novenas elecciones provinciales desde la restauración de la democracia en Argentina en 1983, así como los decimoterceros comicios rionegrinos desde la provincialización del territorio en 1958. Bajo la constitución provincial vigente, se debía elegir al Gobernador y al Vicegobernador en fórmula única, así como a los 46 integrantes de la Legislatura Provincial mediante un sistema mixto proporcional y distrital, conformando los poderes ejecutivo y legislativo de la provincia para el período 2015-2019. Al mismo tiempo o en forma desfasada, se eligió a las autoridades locales de treinta municipios de la provincia, compuestos por un intendente con un mandato de dos o cuatro años que ejercería el poder ejecutivo y un Concejo Deliberante a cargo del poder legislativo. A su vez, luego de promulgarse una ley provincial en agosto del 2014 se estimaba que se efectuarían elecciones primarias, abiertas, simultáneas y obligatorias (PASO) el 9 de agosto de 2015 también para las elecciones a gobernador y legisladores. Sin embargo en marzo de 2015 se dictó una nueva ley suspendiendo las PASO a nivel provincial, en tanto que se efectuaron las PASO para cargos nacionales.
Tras el asesinato de Carlos Ernesto Soria, gobernador por el Partido Justicialista dentro de la coalición oficialista a nivel nacional Frente para la Victoria, el 1 de enero de 2012, solo tres semanas después de haber asumido el cargo, su vicegobernador, Alberto Weretilneck, del partido Frente Grande, ejerció la gobernación por el resto del período. La relación entre Weretilneck y el justicialismo se deterioró durante la segunda mitad del período, y la competencia interna por al candidatura gubernativa acabó provocando una ruptura en el frente gobernante. A principios de 2015, Weretilneck fundó la formación Juntos Somos Río Negro, de carácter provincial, por la cual se presentó como candidato a gobernador, con Pedro Pesatti como compañero de fórmula. El Frente para la Victoria se encolumnó tras la candidatura del justicialista Miguel Ángel Pichetto. La Unión Cívica Radical, entonces principal partido de la oposición luego de haber perdido la gobernación en 2011, postuló a Horacio Massaccesi, que ya había sido gobernador entre 1987 y 1995. Magdalena Odarda, de la Coalición Cívica ARI, se presentó por el Frente Progresista por la Igualdad y la República. El partido nacional Propuesta Republicana se fundó en la provincia tras la disolución del Partido Provincial Rionegrino, que se transformó en la seccional del PRO en el distrito, presentando solo listas legislativas luego de que su candidato, el exvicegobernador Mario De Rege, se retirara. De este modo, la elección tuvo un número muy bajo de candidatos con solo cuatro fórmula postulándose para la gobernación y cinco para la legislatura provincial.
Weretilneck obtuvo un amplio triunfo con el 52,80% de los votos, el mayor porcentaje obtenido por un candidato en la historia electoral rionegrina. Pichetto se ubicó segundo con el 33,94%, una gran pérdida del electorado peronista mostrado en 2011. Odarda creció a un 10,15%, la primera vez desde 2003 en la que el tercer candidato más votado superaba el 10% de los votos. La mayor debacle fue la sufrida por la Unión Cívica Radical, que luego de haber gobernado durante veintiocho años la provincia y haber sido el segundo partido más grande de la legislatura entre 2011 y 2015, pasó a ocupar un magro cuarto y último puesto, recibiendo Massaccesi el 3,10% de las preferencias. Juntos Somos Río Negro logró mayoría en la Legislatura con 26 bancas contra 17 del FpV, 2 del Frente Progresista y una sola para el radicalismo. Aunque obtuvo una cantidad notable de votos pese a no contar con un binomio gubernativo propio, el PRO fracasó en obtener escaños. La concurrencia a votar fue del 75,87% del electorado registrado.

## Antecedentes
Las elecciones provinciales de 2011 dieron como resultado la victoria de Carlos Ernesto Soria, del Partido Justicialista y candidato del Frente para la Victoria, alianza oficialista a nivel nacional, sobre César Barbeito, de la Unión Cívica Radical y candidato de la Concertación para el Desarrollo, marcando el final de veintiocho años de gestión radical sobre la provincia, y asumiendo su mandato el 10 de diciembre de 2011. Sin embargo, tres semanas más tarde, el 1 de enero de 2012, fue asesinado por su esposa, Susana Freydoz, desatando una crisis política en la provincia con la jura de su vicegobernador, Alberto Weretilneck, del partido Frente Grande, y provocando que el justicialismo volviera a perder la gobernación tras treinta y cinco años fuera del poder y a solo tres semanas de haberlo recuperado. Inicialmente, Weretilneck mantuvo una relación estrecha con el justicialismo y buscó integrarlos en su gobierno, procediendo a una «peronización» del gabinete e impulsando la llegada de Carlos Peralta al cargo de vicegobernador. En las elecciones legislativas de medio término el FpV obtuvo un triunfo abrumador con el 50,76% de los votos sobre el 24,60% del Frente Progresista Cívico y Social, encabezado por Odarda, y el solo 16,07% de una Unión Cívica Radical diezmada, que había decidido concurrir sin alianzas. La izquierda trotskista tuvo también un buen desempeño con el 8,57% de los votos para el Partido Obrero.
Durante el último bienio de gobierno de Cristina Fernández de Kirchner, Weretilneck se distanció cada vez más del Frente para la Victoria, manifestando acercamientos con el Frente Renovador de Sergio Massa, a quien el gobernador describió como el «futuro presidente» de Argentina. Una nueva crisis entre Weretilneck y el senador Miguel Ángel Pichetto (principal figura del justicialismo provincial) por el rechazo del mandatario a la ley de hidrocarburos discutida a nivel nacional (que el gobernador consideró favorable a las empresas y no a las provincias), y la firma del gobierno rionegrino de un acuerdo con la empresa brasileña Petrobras, motivó una serie de renuncias masivas de funcionarios ligados al pichettismo en el gabinete provincial a mediados de 2014. El fallecimiento del vicegobernador justicialista Peralta el 11 de abril del mismo año condujo a nuevos enfrentamientos cuando Weretilneck impulsó maniobras legislativas que desbancaron al vicepresidente pichettista de la legislatura, Ariel Rivero, y lo reemplazaron con Pedro Pesatti, figura afín al gobernador de turno. Weretilneck acusó a la dirigencia peronista provincial de «haber hecho todo lo posible» para que él abandonara el cargo y consideró que «no había vuelta atrás» en su relación con el kirchnerismo de cara a las inminentes elecciones.

## Reglas electorales

### Cargos a elegir
Las elecciones se realizaron bajo el texto constitucional sancionado el 3 de junio de 1988, siendo los séptimos comicios provinciales que tenían lugar bajo dicha carta magna provincial. La misma establecía los siguientes cargos y procedimientos de elección:
- Gobernador y vicegobernador electos por mayoría simple.
- 46 diputados, la totalidad de los miembros de la Legislatura Provincial:
  - 22 diputados electos por toda la provincia por sistema d'Hondt con un piso electoral de 5%.
  - 24 diputados electos en 8 circuitos electorales de 3 diputados cada uno por sistema d'Hondt con un piso electoral de 5%.

### Renovación legislativa
| Alto Valle Centro Alto Valle Este Alto Valle Oeste Andino Atlántico Línea Sur Valle Inferior Valle Medio | Alto Valle Centro Alto Valle Este Alto Valle Oeste Andino Atlántico Línea Sur Valle Inferior Valle Medio | Alto Valle Centro Alto Valle Este Alto Valle Oeste Andino Atlántico Línea Sur Valle Inferior Valle Medio | Alto Valle Centro Alto Valle Este Alto Valle Oeste Andino Atlántico Línea Sur Valle Inferior Valle Medio |
| Circuito                                                                                                 | Diputados circuitales                                                                                    | Diputados poblacionales                                                                                  | Total |
| --- | --- | --- | --- |
| Alto Valle Centro                                                                                        | 3 | 22 | 46 |
| Alto Valle Este                                                                                          | 3 | 22 | 46 |
| Alto Valle Oeste                                                                                         | 3 | 22 | 46 |
| Andino                                                                                                   | 3 | 22 | 46 |
| Atlántico                                                                                                | 3 | 22 | 46 |
| Línea Sur                                                                                                | 3 | 22 | 46 |
| Valle Inferior                                                                                           | 3 | 22 | 46 |
| Valle Medio                                                                                              | 3 | 22 | 46 |
| Total | 24 | 22 | 46 |

## Candidaturas
La organización de las candidaturas estuvo signada por la disputa interna dentro del Frente para la Victoria, compuesto por el Partido Justicialista, el Frente Grande y otras organizaciones. El senador nacional Miguel Ángel Pichetto lanzó su segunda candidatura a gobernador en agosto de 2014, más de un año antes de la fecha entonces prevista para las elecciones. Hasta entonces, la dirigencia justicialista mantenía un acuerdo tácito con Weretilneck (que constitucionalmente tenía derecho a presentarse a la reelección para un segundo mandato consecutivo) para no discutir la candidatura del Frente para la Victoria sino hasta «febrero o marzo» de 2015, el año en que se realizarían las elecciones. Weretilneck consideró el lanzamiento de Pichetto como el punto final en su relación con el gobierno nacional, y si bien la aprobación de las PASO les hubiera permitido a ambos precandidatos competir por la candidatura sin comprometer la unidad de la coalición, el gobernador declaró «sentirse fuera del FpV» después de la proclamación. Pichetto declaró que Weretilneck provenía del Frente Grande, al que calificó como «un partido en minoría absoluta», y afirmó que el único motivo por el cual ejercía la gobernación era que «había una constitución que había que cumplir» tras el asesinato de Soria. La compañera de fórmula de Pichetto, anunciada el 25 de marzo de 2015, fue Ana Piccinini, de la UCR y exdefensora del Pueblo de la provincia.
El 25 de febrero de 2015, Weretilneck anunció la constitución de la coalición Juntos Somos Río Negro, compuesta por los partidos Movimiento Patagónico Popular, Unidos por Río Negro, Partido de Renovación y Desarrollo Social, y Partido Victoria Popular (desprendimiento del Partido de la Victoria). Su compañero de fórmula sería el vicegobernador en ejercicio, Pedro Pesatti. En teoría, se trataría de la segunda instancia en la que una fórmula ejecutiva buscaría la reelección, después de los dos mandatos del binomio Pablo Verani-Bautista Mendioroz (1995-2003), pero Weretilneck no había sido elegido originalmente para el cargo y Pesatti de hecho ocupaba la tercera sucesión en la vicegobernación después de que el mandatario en ejercicio asumiera tras la muerte de Soria y que, tres años más tarde, falleciera Carlos Peralta.
El antiguo partido dominante de la provincia y hasta entonces principal fuerza de la oposición, la Unión Cívica Radical, enfrentó también una dura disputa interna. El radicalismo había conservado la gobernación durante veintiocho años mediante su estrategia de «provincialización», que había separado en gran medida la seccional provincial de los lineamientos del Comité Nacional Radical. Tras la derrota electoral, el partido sufrió una fuerte crisis y acabó ubicándose en el tercer puesto en las elecciones legislativas de 2013, con su candidato a senador, el exgobernador Miguel Saiz, viéndose fuera de la cámara alta. La inminente configuración de la alianza Cambiemos entre la UCR, la Coalición Cívica ARI y la Propuesta Republicana (PRO) de Mauricio Macri exacerbó esta lucha en la provincia, donde existían fuertes desacuerdos entre la UCR y el ARI encabezado por Magdalena Odarda. En 2014, se había formado el PRO en la provincia luego de absorber la estructura del Partido Provincial Rionegrino, para disgusto de varios de sus dirigentes.
Un sector del radicalismo, ligado al exvicegobernador Bautista Mendioroz, acordó con el ARI y se conformó el Frente Progresista para la Igualdad y la República, el cual concurrió con Odarada como candidata a gobernadora con el propio Mendioroz como compañero de fórmula (siendo su cuarta candidatura a vicegobernador). Sin embargo, el sector «oficial» de la Unión Cívica Radical resolvió que el partido concurriría sin alianza alguna, por primera vez desde las elecciones de 1991. Su candidato sería precisamente el exgobernador que había sido reelegido en dicho año, Horacio Massaccesi, con Natalia Herminda como compañera de fórmula, la primera vez que una mujer integraría el binomio del radicalismo. El exgobernador compitió en internas para obtener la presidencia del partido contra Leonardo Ballester por la «Lista Blanca» el 18 de noviembre de 2014, obteniendo 4.170 (65,77%) votos sobre los 2.170 (34,23%) de la «Lista Blanca» de su oponente.
El PRO rionegrino, establecido después de la absorción del PPR, tenía la intención de presentar la candidatura del exvicegobernador Mario De Rege, antiguo dirigente del radicalismo, con Marcela Yappert como compañera de fórmula. Sin embargo, el partido retiró su binomio gubernativo el 11 de mayo, un mes antes de los comicios, después del magro resultado de la coalición PRO-UCR en la vecina Neuquén. De Rege declaró que respaldaba la decisión por «respeto a la estrategia nacional» del macrismo. Pese a la retirada gubernativa, el PRO mantuvo sus listas para diputados provinciales.
La división del radicalismo quedó evidenciada en la cantidad de deserciones a otras fuerzas: con la sola excepción de Pesatti, los otros tres candidatos a vicegobernador eran radicales.

## Resultados

### Gobernador y vicegobernador

#### Resultado general
|  | 52,80 % |

|  | 33,94 % |

|  | 10,15 % |

|  | 3,10 % |

|  | 95,04 % |

|  | 3,09 % |

|  | 1,87 % |

|  | 100 % |

|  | 75,87 % |

#### Resultados por departamento
| Departamento        | Weretilneck/Pesatti (JSRN) | Weretilneck/Pesatti (JSRN) | Pichetto/Piccinini (FpV) | Pichetto/Piccinini (FpV) | Odarda/Mendioroz (FREPIR) | Odarda/Mendioroz (FREPIR) | Massaccesi/Herminda (UCR) | Massaccesi/Herminda (UCR) | Blancos | Nulos | Participación | Participación | Registrados |
| Departamento        | Votos                      | %                          | Votos                    | %                        | Votos                     | %                         | Votos                     | %                         | Blancos | Nulos | Votos         | %             | Registrados |
| ------------------- | -------------------------- | -------------------------- | ------------------------ | ------------------------ | ------------------------- | ------------------------- | ------------------------- | ------------------------- | ------- | ----- | ------------- | ------------- | ----------- |
| Adolfo Alsina       | 17.250                     | 46,75%                     | 13.975                   | 37,89%                   | 3.497                     | 9,47%                     | 2.175                     | 5,89%                     | 798     | 602   | 38.297        | 74,79%        | 51.204      |
| Avellaneda          | 12.019                     | 59,46%                     | 6.365                    | 31,49%                   | 1.164                     | 5,76%                     | 665                       | 3,29%                     | 460     | 407   | 21.080        | 77,13%        | 27.330      |
| Bariloche           | 37.913                     | 53,64%                     | 23.030                   | 32,58%                   | 8.085                     | 11,43%                    | 1.653                     | 2,35%                     | 3.077   | 1.834 | 75.592        | 71,52%        | 105.687     |
| Conesa              | 1.967                      | 50,54%                     | 1.611                    | 41,39%                   | 234                       | 6,01%                     | 80                        | 2,06%                     | 66      | 43    | 4.001         | 72,75%        | 5.500       |
| El Cuy              | 984                        | 48,87%                     | 740                      | 36,74%                   | 223                       | 11,07%                    | 67                        | 3,32%                     | 156     | 66    | 2.236         | 76,71%        | 2.915       |
| General Roca        | 98.947                     | 54,05%                     | 59.640                   | 32,58%                   | 20.388                    | 11,14%                    | 4.096                     | 2,24%                     | 5.877   | 3.711 | 192.659       | 74,13%        | 259.902     |
| Ñorquincó           | 632                        | 31,76%                     | 769                      | 38,64%                   | 523                       | 26,28%                    | 66                        | 3,32%                     | 73      | 31    | 2.094         | 89,34%        | 2.344       |
| Nueve de Julio      | 579                        | 31,75%                     | 1.074                    | 58,91%                   | 51                        | 2,81%                     | 119                       | 6,53%                     | 57      | 12    | 1.892         | 63,58%        | 2.976       |
| Pichi Mahuida       | 4.745                      | 56,32%                     | 2.361                    | 28,01%                   | 939                       | 11,14%                    | 382                       | 4,53%                     | 345     | 124   | 8.896         | 75,00%        | 11.862      |
| Pilcaniyeu          | 2.471                      | 50,98%                     | 1.914                    | 39,49%                   | 378                       | 7,80%                     | 84                        | 1,73%                     | 117     | 69    | 5.033         | 74,76%        | 6.732       |
| San Antonio         | 7.931                      | 44,25%                     | 8.047                    | 44,91%                   | 1.169                     | 6,52%                     | 775                       | 4,32%                     | 801     | 221   | 18.944        | 74,90%        | 25.292      |
| Valcheta            | 1.683                      | 55,81%                     | 1.126                    | 37,33%                   | 147                       | 4,87%                     | 60                        | 1,99%                     | 65      | 17    | 3.098         | 76,10%        | 4.071       |
| Veinticinco de Mayo | 5.441                      | 55,09%                     | 3.118                    | 31,57%                   | 221                       | 2,24%                     | 1.096                     | 11,10%                    | 336     | 69    | 10.281        | 85,80%        | 11.982      |
| Total               | 192.562                    | 52,80%                     | 123.772                  | 33,94%                   | 37.019                    | 10,15%                    | 11.318                    | 3,10%                     | 11.887  | 7.206 | 383.764       | 75,87%        | 505.815     |

### Legislatura

#### Nivel general
|  | 48,33 % |

|  | 47,31 % |

|  | 33,38 % |

|  | 33,19 % |

|  | 10,67 % |

|  | 10,88 % |

|  | 4,31 % |

|  | 4,90 % |

|  | 3,29 % |

|  | 3,72 % |

|  | 93,80 % |

|  | 93,62 % |

|  | 4,40 % |

|  | 4,57 % |

|  | 1,78 % |

|  | 1,81 % |

|  | 100 % |

|  | 100 % |

|  | 75,91 % |

|  | 75,86 % |

#### Resultados por circuitos electorales
|  | 41,66 % |

|  | 39,21 % |

|  | 13,15 % |

|  | 3,00 % |

|  | 2,95 % |

|  | 94,23 % |

|  | 3,87 % |

|  | 1,88 % |

|  | 100 % |

|  | 77,23 % |

|  | 50,77 % |

|  | 31,33 % |

|  | 10,74 % |

|  | 4,58 % |

|  | 2,56 % |

|  | 92,66 % |

|  | 5,86 % |

|  | 1,47 % |

|  | 100 % |

|  | 79,63 % |

|  | 57,63 % |

|  | 25,73 % |

|  | 11,50 % |

|  | 2,58 % |

|  | 2,54 % |

|  | 94,52 % |

|  | 3,49 % |

|  | 1,98 % |

|  | 100 % |

|  | 77,58 % |

|  | 46,48 % |

|  | 31,58 % |

|  | 11,45 % |

|  | 7,85 % |

|  | 2,62 % |

|  | 93,41 % |

|  | 4,32 % |

|  | 2,26 % |

|  | 100 % |

|  | 71,84 % |

|  | 44,37 % |

|  | 39,01 % |

|  | 7,26 % |

|  | 6,68 % |

|  | 2,65 % |

|  | 90,62 % |

|  | 8,23 % |

|  | 1,14 % |

|  | 100 % |

|  | 74,88 % |

|  | 36,03 % |

|  | 34,40 % |

|  | 27,11 % |

|  | 2,44 % |

|  | 91,41 % |

|  | 7,94 % |

|  | 0,63 % |

|  | 100 % |

|  | 79,53 % |

|  | 42,74 % |

|  | 37,51 % |

|  | 9,86 % |

|  | 7,93 % |

|  | 1,93 % |

|  | 94,93 % |

|  | 3,57 % |

|  | 1,48 % |

|  | 100 % |

|  | 74,64 % |

|  | 47,63 % |

|  | 30,65 % |

|  | 9,48 % |

|  | 8,78 % |

|  | 3,43 % |

|  | 92,27 % |

|  | 6,09 % |

|  | 1,64 % |

|  | 100 % |

|  | 76,44 % |

## Elecciones municipales
El escenario municipal, que se realizó con varios desfases, fue mucho más mixto que las elecciones para cargos provinciales y si bien permitieron a la alianza Juntos Somos Río Negro irrumpir con contundencia en el escenario político, a nivel local se mantuvo una preponderancia del bipartidismo tradicional. Las principales ciudades tuvieron sus comicios el 3 de mayo de 2015. Martín Soria, del Frente para la Victoria e hijo del difunto exgobernador Carlos Ernesto Soria, logró una abrumadora reelección en General Roca, superando el 75% de las preferencias sobre el 12% candidato apoyado por el oficialismo provincial, Mario Álvarez. En Viedma la Unión Cívica Radical obtuvo un holgado triunfo con el 56,35% de las preferencias, conduciendo a la elección de José Luis Foulkes y arrastrando a una dura derrota a Juan Manuel Pichetto, hijo del candidato a gobernador. En Cipolletti, la ciudad natal de Weretilneck de la que había sido intendente, se impuso el candidato de la Coalición Cívica ARI, Aníbal Tortoriello. La única de las principales urbes provinciales en manos del oficialismo fue San Carlos de Bariloche, la más poblada, que realizó sus comicios después de las elecciones provinciales, el 6 de septiembre, con Gustavo Gennuso como candidato.